# Сьерра-Леоне на летних Олимпийских играх 1996
Сьерра-Леоне принимала участие в Летних Олимпийских играх 1996 года в Атланте (США) в шестой раз за свою историю, но не завоевала ни одной медали. Сборную страны представляли 4 женщины.